# Kliniken in Hürth

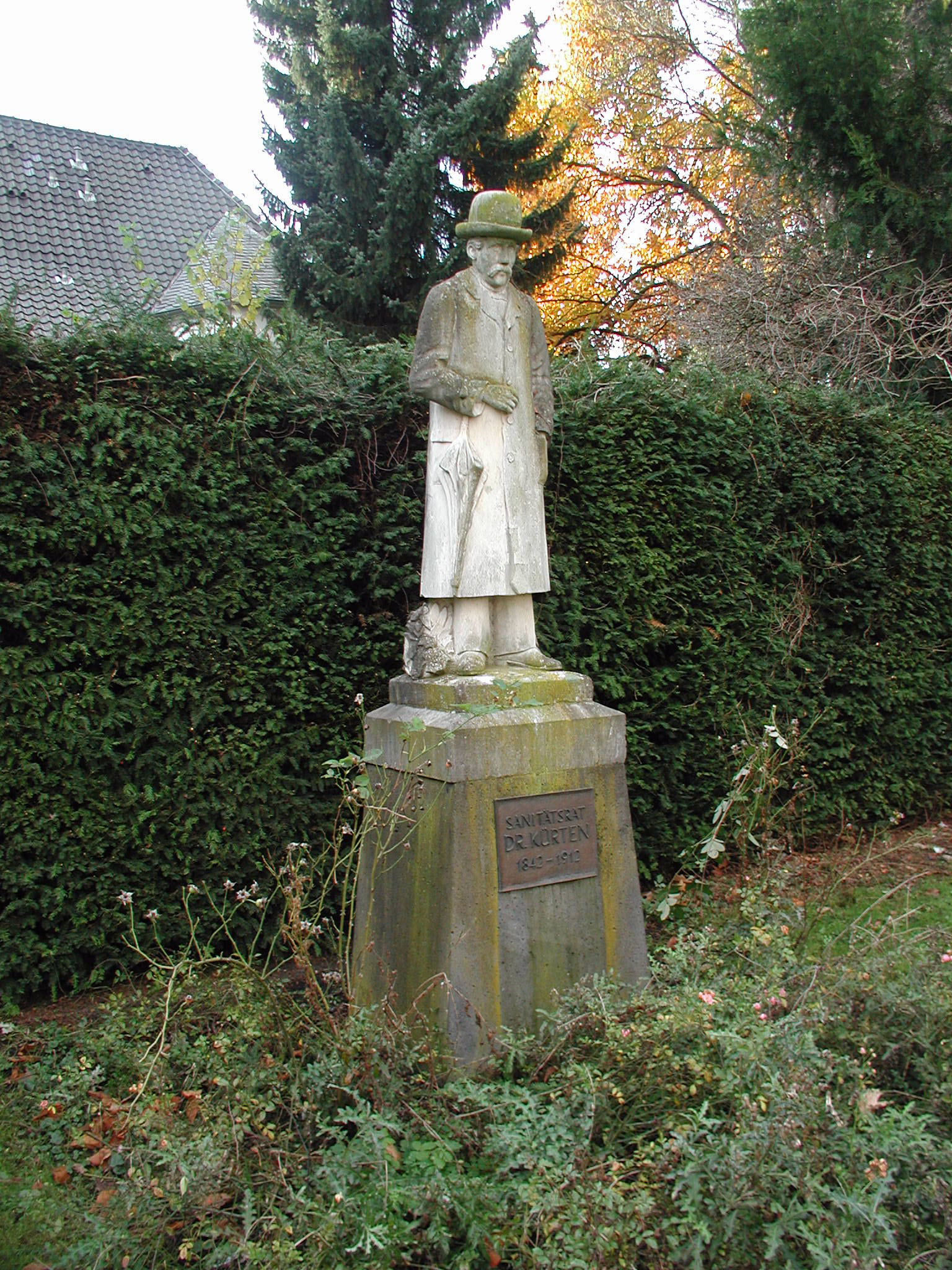
Dr. Kürten – Denkmal

Hürth, eine Stadt mit nur knapp 58.000 Einwohnern, hat eine bemerkenswert dichte und spezialisierte Versorgung mit überörtlich orientierten Kliniken und klinikähnlichen Einrichtungen. Dies ist zum Teil historisch bedingt, zum Teil auch bedingt durch die Nähe zum Wirtschaftsraum Köln.

## Medizinische Versorgung vor dem Ersten Weltkrieg
Im 19. Jahrhundert war es um die medizinische Versorgung im ländlichen Gebiet der Bürgermeisterei Hürth schlecht bestellt. Es gab zur stationären Behandlung schwerer Krankheiten oder für Operationen nur die Hospitäler im benachbarten Brühl (erstes Krankenhaus 1866) oder in Köln. Wer nicht zu den Reichen zählte, wurde in Hürth vom Armenarzt Arnold Kürten (Anstellungsvertrag vom 28. Februar 1869) in Hermülheim behandelt.
Nach und nach entstanden nach städtischem Vorbild meist durch Initiativen verschiedener Ordensgemeinschaften erste teilweise auch in der ambulanten Krankenpflege tätige Schwesternniederlassungen. Diese gab es in
- Efferen: Arme Dienstmägde Jesu Christi 1902 (Klosterstraße) bis 1965 dann Elisabetherinnen
- Fischenich: Cellitinnen 1906 Gründung des St. Josefshauses, zuletzt Altenheim bis 1979
- Alt-Hürth: Missionsschwestern vom Heiligsten Herzen Jesu von Hiltrup im Kloster Alt St. Katharina von 1914 bis 1984, danach eine Zeit lang noch drei Schwestern tätig
- Kendenich: Salvadorianerinnen 1928 bis 1984
- Knapsack: Barmherzige Schwestern von der hl. Elisabeth 1929 bis 1973 (Elisabethstraße)
- Gleuel: Pallottinerinnen 1913 bis 1958.[1] und[2]

## Krankenhaus
1914/15 wurde das erste kommunale Krankenhaus in der Bürgermeisterei Hürth errichtet. Das Krankenhaus am Sitz der Verwaltung in Hermülheim entstand auf einem von Guts- und Fabrikbesitzern der sich entwickelnden Industrie im Rheinischen Braunkohlerevier und einigen Privatleuten gestifteten Grundstück und einem Geldfonds für den Bau.
Das Krankenhaus konnte trotz der Kriegszeit gebaut werden. Es behandelte seitdem Patienten aus der Bürgermeisterei Hürth (seit 1930 Großgemeinde Hürth) und vielen Orten der Umgebung. Es war auch als Geburtsklinik bedeutsam. Eine Reihe von Berühmtheiten sind deshalb gerade in Hürth geboren. Der Pflegedienst im neuen Haus wurde von den Schwestern des Ordens vom heiligen Augustinus, den Cellitinnen, übernommen. Die letzten Cellitinnen kehrten Ende 1970 in ihr Kölner Mutterhaus zurück. Im März 1971 nahmen acht koreanische Krankenschwestern ihren befristeten Dienst auf.
Nach dem Zweiten Weltkrieg wurde das Haus 1951/53 um 80 Betten auf 140 Betten vergrößert. Da die Industrie und damit die Gemeinde expandierte, lagen schon neue Pläne vor, einen weiteren Ausbau des Hauses zu einem modernen Allgemeinkrankenhaus und eine nochmalige Aufstockung der Bettenkapazität um weitere 150 Betten vorzunehmen.
Das nach der Verleihung der Stadtrechte (1978) nun städtische Krankenhaus konnte 1984 an die SANA-Kliniken verkauft werden, da die Stadt den notwendigen Ausbau nicht finanzieren konnte.

### Private Trägerschaft für Krankenhäuser
Erste private, von Konzernen betriebene Krankenhäuser entstanden in Deutschland schon um 1975. Die hier beschriebene Privatisierung war jedoch ein Novum für ein bisher in öffentlicher Hand betriebenes Krankenhaus. Hürth war hier Trendsetter.
Der 1984 in Hürth begonnene Weg der privaten Trägerschaft, viele private Krankenhäuser sind auch Teil von größeren Krankenhausketten, setzte sich überregional bei vielen Kommunen fort und hält weiterhin an. Nach Schätzung der Deutschen Krankenhausgesellschaft (DKG) gibt es (2000) 15 private Krankenhausbetreiber.

### Sana-Krankenhaus

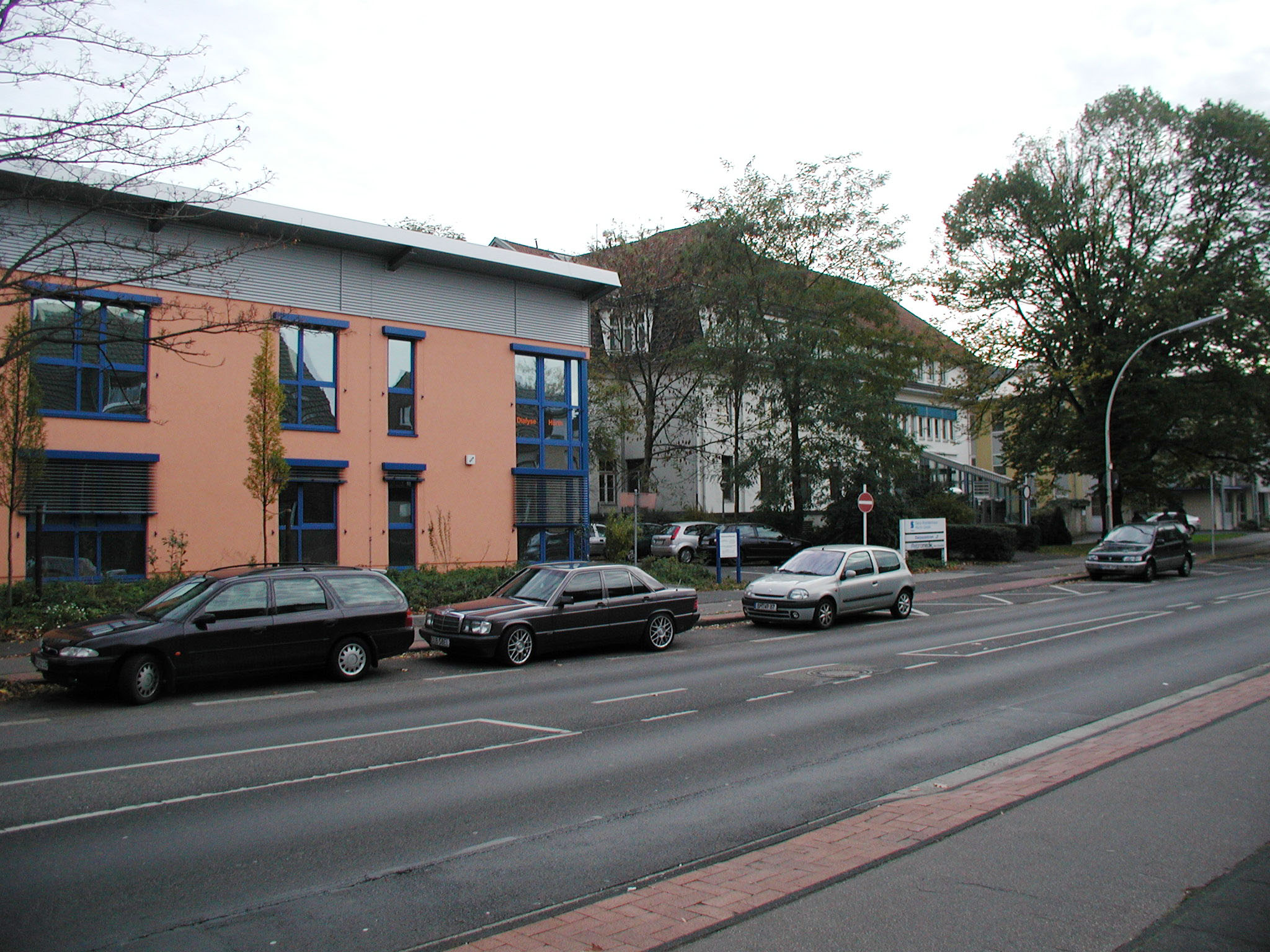
Sana Klinik, Hürth

Durch die Sana Kliniken GmbH wurde das Krankenhaus von der Stadt Hürth zum Nulltarif übernommen. In Aussicht gestellte Zuschüsse der Kommune von insgesamt 5,5 Millionen DM waren geknüpft an die Garantie des Konzerns, im Gegenzug den Klinikbetrieb für eine Dauer von mindestens 20 Jahren aufrechtzuerhalten.
Bis in die jüngste Zeit entstanden moderne Erweiterungsbauten, die sich um das im Kern erhalten gebliebene stetig modernisierte Krankenhaus gruppieren.
Vertreten sind die Fachbereiche
- Innere Medizin (Kardiologie/Gastroenterologie),
- Unfallchirurgie/Orthopädie mit Endoprothetikzentrum,
- Schulterchirurgie / Schulterendoprothetik
- Fuß- und Sprunggelenkchirurgie
- Allgemein- und Viszeralchirurgie
- Schilddrüsen- und Nebenschilddrüsenchirurgie (Schilddrüsenzentrum)
- Anästhesiologie.

Das Haus ist damit für die Grund- und Regelversorgung ausgerüstet. Jährlich werden mehr als 5.200 Patienten behandelt (2006).
Für die Stadt Hürth wird die Notfallversorgung sichergestellt. Als Kooperationspartner steht das unmittelbar an das Krankenhaus angrenzende Zentrum für Ambulante Physikalische Therapie den Patienten zur Verfügung.
2007 erteilte die Ärztekammer Nordrhein der Klinik die Weiterbildungsermächtigung für Kardiologie und Gastroenterologie, obwohl das kleine Haus diese Disziplinen nur unter der Fachabteilung Innere Medizin abwickelt. Es werden immerhin jährlich etwa 2000 Magen- und 1400 Darmspiegelungen sowie 1300 Herzkatheterisierungen durchgeführt.

## Spezialkliniken

### Psychiatrische Kliniken

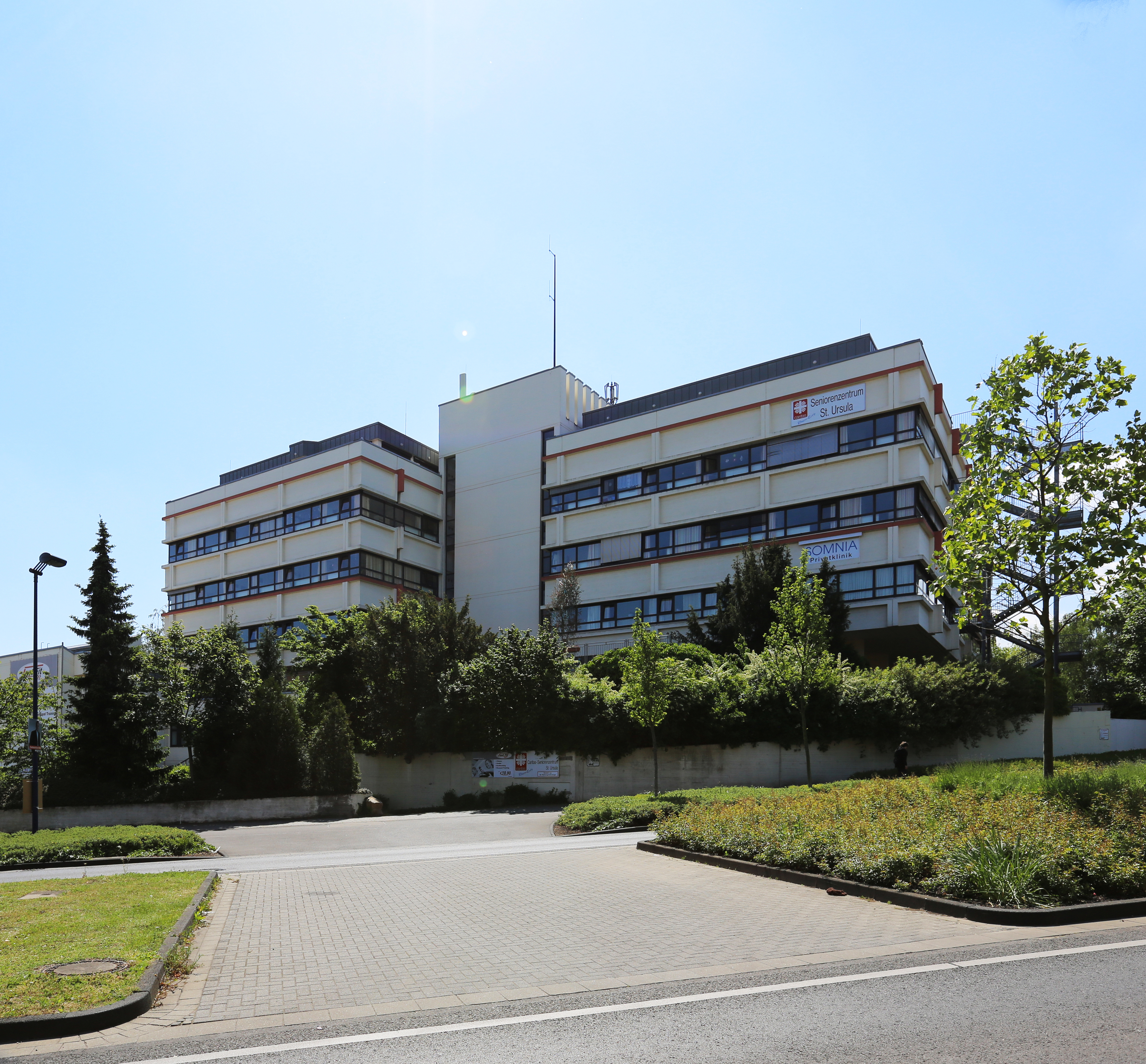
Hürth – Somnia-Klinik, und St. Ursula Altenzentrum

#### Somnia Klinik Hürth
Die 1995 eröffnete Privatklinik ist ein Krankenhaus für Psychiatrie, Psychotherapie und Psychosomatik mit insgesamt 50 stationären Behandlungsplätzen im Erwachsenenbereich und 20 stationären Behandlungsplätzen auf der kinder- und jugendpsychiatrischen Abteilung. Beiden Abteilungen ist eine Tagesklinik im Hause angegliedert.
Es werden Patienten mit den verschiedensten psychiatrischen Krankheitsbildern, insbesondere Depressionen, Angst- und Zwangsstörungen, Störungen wegen psychischer Überlastung oder Erschöpfung, Essstörungen, organische Störungen und Schlafstörungen behandelt. Dazu werden Entgiftungen durchgeführt.
Jeder Patient, der in einer Privaten Krankenversicherung versichert oder beihilfeberechtigt ist und dessen stationäre Behandlung medizinisch notwendig ist, und jeder Selbstzahler kann in der Klinik aufgenommen werden. Eine Schwesterklinik befindet sich in Mönchengladbach.
Heutzutage gehört die Somnia Klinik Hürth zur Oberberg GmbH und wird unter dem Namen Oberberg Somnia Fachklinik Köln Hürth betrieben.

#### Psychiatrische Tagesklinik
Neben dem Gebäude des Therapiezentrums für Schilddrüsenerkrankungen entstand 2006/7 der Neubau einer Psychiatrischen Tagesklinik. Sie wurde am 16. November 2007 offiziell eröffnet. Die Klinik ist eine Nebenstelle der Psychiatrischen Fachklinik der Marienborngesellschaft in Zülpich, die auch für die Versorgung von Patienten des südlichen Rhein-Erft-Kreises zuständig ist. Alleingesellschafter der gemeinnützigen Gesellschaft ist die Stiftung der Cellitinnen, die auch in Köln drei Krankenhäuser betreibt. 15 Patienten können nach ärztlicher Überweisung oder nach stationärer Behandlung hier ihre ortsnahe Nachbehandlung und Therapie erhalten. In Krisensituationen ist auch eine direkte ambulante Behandlung in der Tagesklinik möglich. Der 2,3 Millionen € teure Bau wurde mit Landesmitteln von 1 Million € bezuschusst.
Behandlungsschwerpunkte sind bei Patienten mit Depressionen, Angststörungen und anderen Psychosen. Behandlungsmethoden schließen Ergotherapie, Musiktherapie und Sporttherapie ein, auch das Pfleger- und Schwesternpersonal ist psychiatrisch geschult.

#### Salus Kliniken Hürth
Die Salus Kliniken Hürth GmbH eröffneten am 2. November 2009 in Hürth (die Verwaltung der Kliniken befand sich jeher in Hürth-Stotzheim und zog erst 2014 in die Klinikgebäude) in der Nähe des Schwimmbads und des Willy-Brandt-Platzes eine Klinik zur Rehabilitation von Alkohol- und Medikamentenabhängigen sowie zur Behandlung von Patienten mit Angst- und Essstörungen. Das Investitionsvolumen lag bei fast 20 Millionen Euro. Architekt war der Kölner Bernd Römer. Die Klinik hat 174 Betten, davon 120 für medikamenten- oder alkoholabhängige und 54 für psychosomatisch kranke Patienten mit Psychosen oder Depressionen. Es sollen 80 bis 100 Mitarbeiter beschäftigt werden, davon zu 60 % Ärzte. Zurzeit (2010) besteht das Team der Klinik aus etwa 50 Personen. Baubeginn war im Dezember 2008, Richtfest am 3. Juni 2009. Die GmbH betreibt seit 15 Jahren Kliniken in Brandenburg, Hessen und dem Sauerland. Die Klinik in Arnsberg, die zu klein geworden war, wurde mit der Eröffnung in Hürth geschlossen. 22 Mitarbeiter wurden von dort übernommen. Die Klinik bildet Psychologische Therapeuten aus, Schwerpunkt Verhaltenstherapie. Die Klinik wurde 2013/14 um die Gebäude der nahe gelegenen Schilddrüsenklinik erweitert. In den neun Apartments werden Suchtpatienten „wieder für das normale Leben rehabilitiert“.

#### Janus Klinik Hürth
Ebenfalls seit November 2009 bietet die private Janus Klinik Hürth in Alt-Hürth stationäre Therapie mit 34 Betten und Behandlung als Tagesklinik an für den Schwerpunkt Psychotherapie / Psychosomatik, Onkologie und Psychoonkologie. Dazu werden Traditionelle Chinesische Medizin in der Schmerztherapie und Naturheilverfahren angeboten.

#### Ehemaliges Therapiezentrum für Schilddrüsenerkrankungen

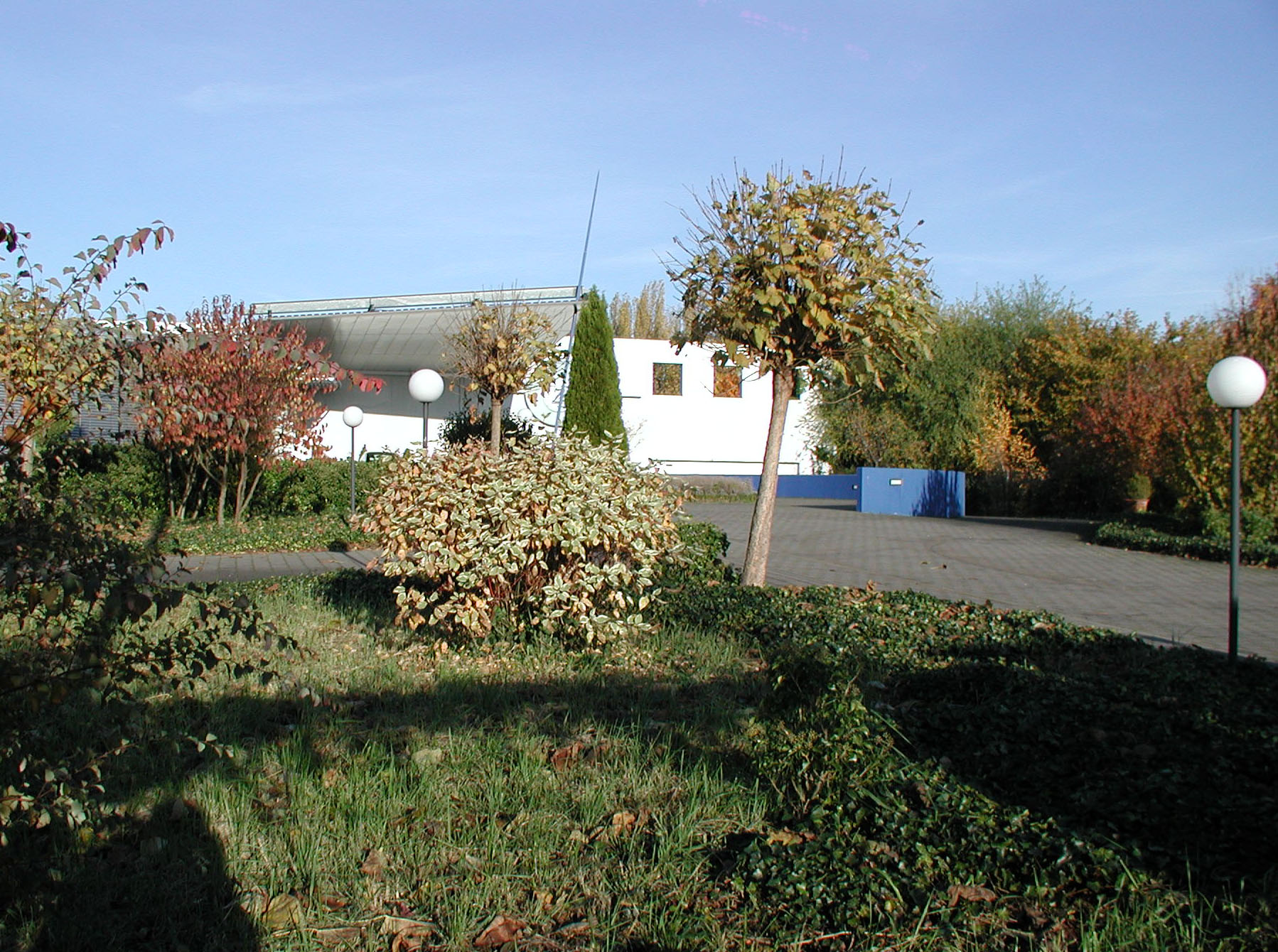
Hürth – Ehemaliges Therapiezentrum für Schilddrüsenerkrankungen

Das Therapiezentrum für Schilddrüsenerkrankungen nahe dem Schul- und Sportzentrum wurde 1995 nach Plänen des Architekten Johannes Mronz gebaut und im Jahr 1996 eröffnet. Die Klinik mit 18 Betten war die erste nuklearmedizinische Privatklinik in Deutschland.
Die Klinik musste im April 2013 Insolvenz anmelden und die Gebäude wurden Mitte Oktober von den Salus-Kliniken übernommen, die auf dem Grundstück mit einem weiteren Bau, in dem in Kooperation mit der Uni-Klinik und der Rita-Herford-Stiftung ein Kinder-psychosomatisches Zentrum eingerichtet werden soll, erweitern wollen. Im Altbau wurden „Apartments für die soziale Rehabilitation“ eingerichtet. Auch die Verwaltung ist nun von Stotzheim hier eingezogen.

### Operationszentren
Seit 1982 befindet sich im Einkaufszentrum Hürth eine Gynäkologische Praxisklinik mit minimalinvasiver Chirurgie.
Diese Klinik verfolgt konsequent das Konzept einer für den Patienten möglichst wenig schmerzhaften und belastenden ambulant durchführbaren Chirurgie, bietet aber auch einen Nachsorgebereich mit 9 Einzelbettplätzen für jeweils eine Patientin und 1–2 Begleitpersonen.
Die zur Zeit neueste Klinik ist seit 2012 HÜRTHMED, ein ambulantes und stationäres orthopädisch/unfallchirurgisches Operationszentrum. Es bietet auch Neurochirurgie an der Wirbelsäule und Sporttraumatologie an und befindet sich gegenüber dem Einkaufszentrum im Gebäuderiegel an der Theresienhöhe. Im stationären Bereich werden 7 Patientenbetten vorgehalten.

## Heime der stationären Pflege

### Historisches
An frühen Einrichtungen ist zu nennen in Fischenich das St.-Josefs-Haus auf dem Areal der alten Burgruine. Es wurde seit 1907/1908 von den Augustinus-Cellitinnen betrieben, anfänglich als Mädchenpensionat. Zusätzlich stellte man ab 1915 auch Zimmer für eine Säuglings- und Waisenstation bereit. Bis 1922 existierte auch noch ein Kindergarten, ab 1924 jedoch diente das Haus ausschließlich als Altenheim. Die Einrichtung verfügte 1960 über 75 Heimplätze für Frauen und Männer einschließlich Pflegeplätze für Sieche.
Ein erstes Altersheim des Caritasverbandes Köln wurde im Herrenhaus des Weilerhofes zwischen Fischenich und Brühl mit 38 Plätzen eingerichtet. Es erhielt im November 1945 den Namen Dreikönigenheim Weilerhof. Es wurde in den 1950er Jahren aufgegeben.

### Heutige Einrichtungen

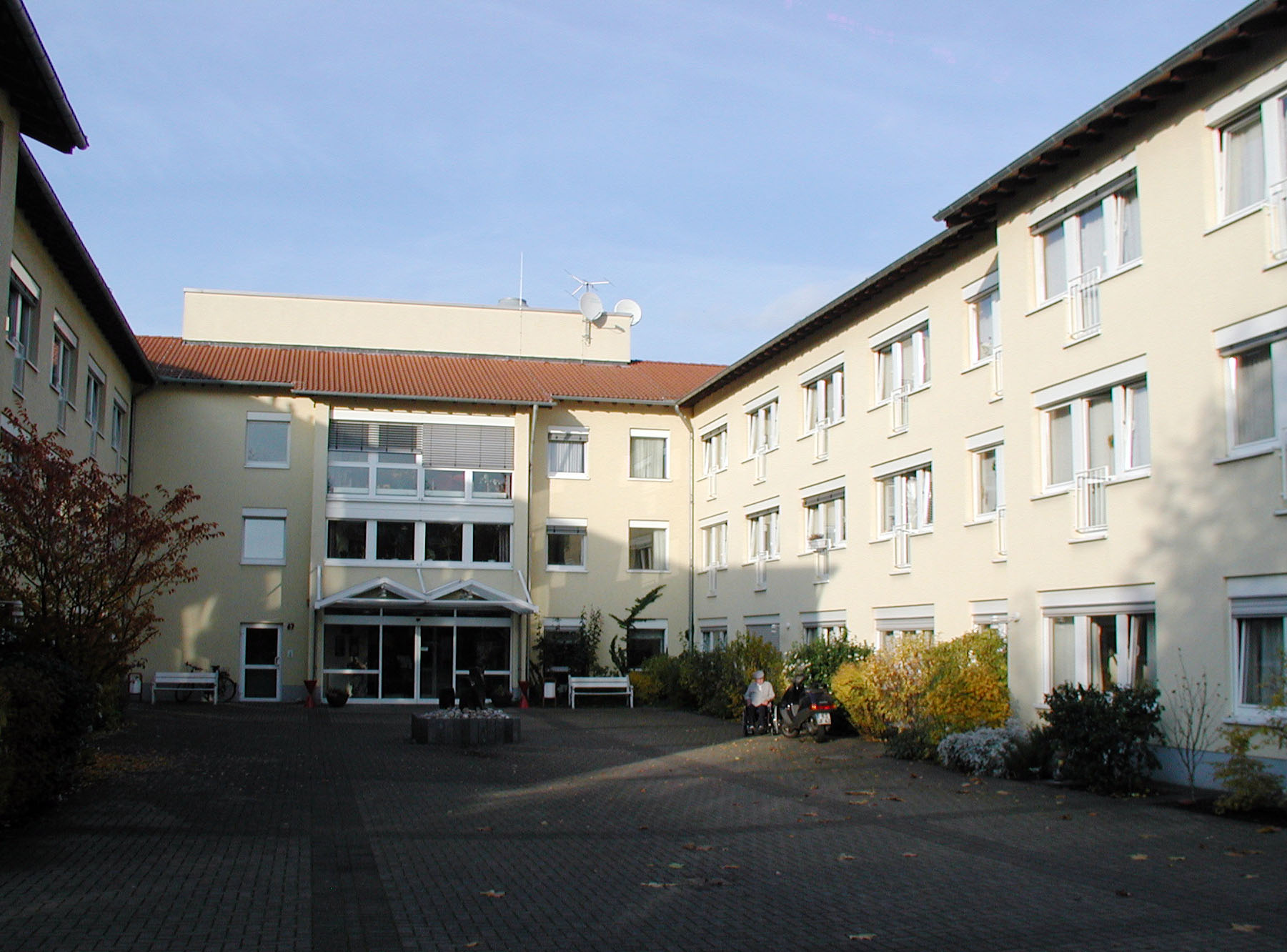
Hürth, Rudi-Tonn-Altenzentrum

Mitte der 1970er Jahre wurde das "Rudi-Tonn-Altenzentrum" für etwa 150 Bewohner geschaffen. 20 Jahre später wurde ein neues Haus gebaut, in dem heute 118 ältere Menschen leben und gepflegt werden. Die Einrichtung verfügt über 116 Wohnpflegeplätze, 2 Kurzzeitpflegeplätze und 42 angegliederte Altenwohnungen. Träger des Altenzentrums ist die Arbeiterwohlfahrt Mittelrhein e. V.
Drei weitere Altenpflegezentren werden von der Caritas unterhalten:
- Altenzentrum Sebastianusstift in Gleuel von 1973 mit 85 stationären Pflegeplätzen
- Seniorenzentrum St. Ursula im gleichen Gebäude wie die Sommnia Klinik (seit 2005) mit 94 Pflegeplätzen
- Seniorenzentrum Anna-Haus in Hermülheim neben der Sana Klinik seit 1994 mit 181 Pflegeplätzen mit besonderem Pflegebereich für Demenzkranke

Fast alle Heime haben angeschlossene Wohngruppen für (noch) nicht pflege- aber betreuungsbedürftige Senioren sowie Plätze für Kurzzeitpflege.
Dazu kommt noch ein Evangelisches Altenheim in Efferen (ohne Pflegebereich), getragen von der Antoniter-Siedlungsgesellschaft mit ihrem Schwerpunkt "Wohnen im Alter".

## Hospiz
Das Hospiz Hürth e. V. wurde als siebte Einrichtung der Erftkreis-Hospizvereine am 28. Januar 1998 gegründet. Dort arbeiten haupt- und ehrenamtliche Mitarbeiter im ambulanten Hospizdienst. Langfristig ist auch ein stationäres Hospiz geplant. Zurzeit gibt es im Rhein-Erft-Kreis als stationäre Hospize das Haus Erftaue in Erftstadt-Liblar, das gemeinsam mit der Stiftung Marien-Hospital Erftstadt-Frauenthal getragen wird, und das St. Katharinen-Hospiz in Frechen.